# Гёчтекин, Огюз
Огюз Каган Гёчтекин (тур. Oğuz Kağan Güçtekin; родился 6 апреля 1999 года в Мерсине, Турция) — турецкий футболист, опорный полузащитник клуба «Болуспор».

## Клубная карьера
Гёчтекин — воспитанник клуба «Фенербахче». 19 ноября в матче против «Сивасспора» он дебютировал в турецкой Суперлиге, заменив во втором тайме Мехмета Топала.

## Международная карьера
В 2018 году Гёчтекин в составе юношеской сборной Турции принял участие в юношеском чемпионате Европы в Финляндии. На турнире он сыграл в матче против Англии, сборной Франции и Украины.